# Lepidopilum cuspidans
Lepidopilum cuspidans är en bladmossart som beskrevs av Mitten 1869. Lepidopilum cuspidans ingår i släktet Lepidopilum och familjen Daltoniaceae. Inga underarter finns listade i Catalogue of Life.